# Wisconsinský test třídění karet
Wisconsinský test třídění karet představuje důležitý neuropsychologický nástroj k měření exekutivních funkcí a je používaný při diagnostice schizofrenie a jiných poruch.

## Exekutivní funkce
Exekutivita je flexibilní reaktivita na novou, neznámou situaci. Exekutivní funkce pak umožňují jedinci nezávislé, smysluplné a na vlastní prospěch zaměřené jednání.
Mezi schopnosti, které jsou potřeba pro úspěšné zvládnutí testu, patří například organizované hledání, využití zpětné vazby či plánování strategie a regulace impulzivních odpovědí.

## Historie
Test, který vznikl ve 40. letech minulého století původně měřil schopnosti abstraktního myšlení a schopnost přesouvat kognitivní (poznávací) strategie v reakci na nepředvídané změny v prostředí. Standardizace testu proběhla díky Heatonovi (1993), což vedlo k jeho rozšíření do klinické praxe.

## Popis testu

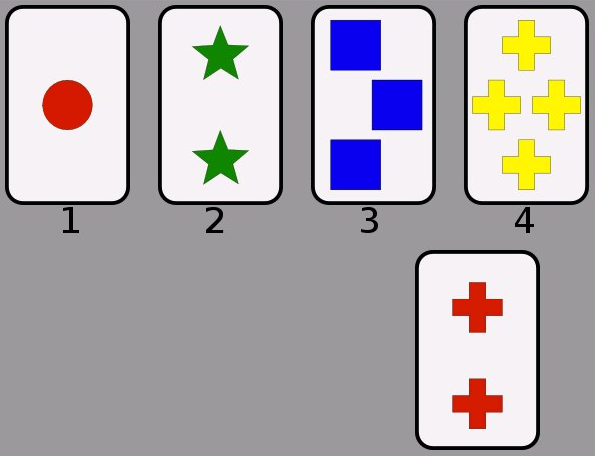
Screenshot z počítačové verze Wisconsinského třídícího testu

Test sestává z karet, na kterých jsou vyobrazeny různé kombinace barev, tvarů a počtu symbolů. 4 z karet jsou karty klíčové a k nim přísluší 2 odpověďové balíčky po 64 kartách. Testující uvede test tak, že má testovaný z odpověďových karet brát karty a přiřadit je vždy pod klíčovou kartu, kam patří. Nic víc mu není sděleno, jen při každém položení karty se dozví, zda ji položil správně či špatně. Pokud se mu podaří položit řadu 10 karet za sebou správně, dojde náhle ke změně strategie. Test končí poté, co jsou vybrány všechny karty z odpověďových balíčků či naplněno 6 kategorií.
Výstupem testu je 16 normativních proměnných. Z nich jsou klinicky nejvýznamnější počet naplněných kategorií a perseverativní odpovědi (= odpovědi, kdy klient setrvá u pravidla třídění co není správné a díky tomu jsou odpovědi nahodile správné či nesprávné, je dodržován perseverativní princip - ulpívání na myšlence, tématu či představě).

## Zkoumané oblasti mozku
Wisconsinský test je sensitivní k poškození mozku v oblasti frontálních laloků a používá se pro výzkum schizofrenie, deprese a obsedantně kompulzivních poruch. U schizofrenie dochází ke studiu fyziologických korelátů onemocnění, poruch kognitivních funkcí a motivačního deficitu. Test je senzitivní k poškození frontálních laloků, ale měří jen některé jeho funkce a zároveň neměří pouze funkce z této oblasti.

## Fyziologické nálezy
Zobrazovací metody ukazují zapojení různých částí mozku. Mezi nejčastější patří fMRI (funkční magnetická rezonance) a PET (pozitronová emisní tomografie).
v roce 1995 zkoumal Barman pomocí PET 40 zdravých mužů a žen a ukázal, že při testu dochází k nejvyšší aktivitě pravého a levého prefrontálního kortexu, parientálních laloků a inferolaterálního kortexu. Neviděl příliš velký rozdíl mezi instruovanými a neinstruovanými osobami, z čehož plyne, že test zatěžuje hlavně pracovní paměť. fMRI výsledky potvrdilo a i SPECT (jednofotoná emisní tomografie) ukázala větší průtok krve v prefrontálním kortexu vlevo.
Na vzniku perseverativních chyb se podílí hlavně striatum (bazální ganglia), neperseverativní chyby způsobuje evokace vyšších frontálních vln P2.
Při intradimenzionálním přesunu pozornosti (=v rámci jedné kategorie - červená → modrá) se zvýší aktivita prefrontální kůry. Při extradimenzionálním přesunu pozornosti dochází k zapojení i dalších oblastí subkortikálních struktur.

## Použití vpsychiatrii
V psychiatrii je test využíván převážně pro studium nedostatku kognitivních funkcí při schizofrenii. Díky testu vznikla hypotéza, že při schizofrenii dochází k narušení prefrontálně-subkortikálních okruhů, pozorujeme menší aktivitu v dorsolaterálním prefrontálním kortexu než u zdravých jedinců. Narušení volního jednání a motivace u schizofreniků pak podporuje sledování, že je-li test příliš dlouhý, vzdají ho předem a dosáhnou mnohem horších výsledků. Finanční odměna se projeví pozitivně, ale stoupá-li, pak se výkon znovu snižuje (bylo to vysvětleno tím, že odměně přisuzujeme význam, pokud je adekvátní - je-li příliš velká, již nás nemotivuje).
Kromě toho mohou být testy použity i pro studium exekutivní dysfunkce u pacientů s depresí, kteří podávají horší výkon díky problému se zaměřením pozornosti či slabší funkci epizodické paměti. Pomocí testu se také zkoumají fyziologické koreláty kompulzivně-obsesivní poruchy.